# Avram Branković
Avram Branković vagy magyarosan Brankovits Ábrahám (Vranjevo-Novi Bečej, 1799. – Brusnica, 1831 júliusa) szerb hivatalnok.

## Élete
Antonije Branković fia. Karlovicán, Szegeden tanult és Pesten hallgatta a jogot, azután Késmárkon végezte a magyar és Bécsben a németet. 1830-ban Szerbiába ment és az ottani újonnan felállítandó nyomdánál keresett alkalmazást, mint kerületi írnok.

## Munkái
- Karakteristika ili opisanije naroda po celoj zemlji ziveceg, Buda, 1827 (Néprajz, vagy az egész földön élő népek leírása.)
- Pregled i lětočisleno označenie u carstvu istorie svemirne: od početka sveta do danas Buda, 1828
- Boj kod Novarina. Buda, 1829 (A navarini ütközet, németből ford.)
- Novij zabavnij kalendar. Buda, 1830 (Uj mulattató naptár.)

Többi munkáit Safarik említi.